# Nemertesia fascicularis
Nemertesia fascicularis är en nässeldjursart som först beskrevs av George James Allman 1883.  Nemertesia fascicularis ingår i släktet Nemertesia och familjen Plumulariidae. Inga underarter finns listade i Catalogue of Life.